# Sgt. Petsound's Lonely Hearts Club Band
Sgt. Petsound's Lonely Hearts Club Band es un remix pista-por-pista de los álbumes de The Beach Boys, Pet Sounds, y de The Beatles, Sgt. Pepper's Lonely Hearts Club Band. Fue realizado por el DJ estadounidense Clayton Counts y publicado en su blog, bajo el seudónimo de "The Beachles". Recibió críticas favorables por la Entertainment Weekly y el USA Today, así como en blogs de todo el mundo.
El 8 de septiembre de 2006, Counts recibió una orden "cese y desista" por parte de los abogados de EMI. En particular, la carta incluía una demanda a Counts para entregar las direcciones IP de todos los que descargaron o transmitieron las canciones. Counts eliminó las canciones, pero se negó a entregar las IP y respondió con una extensa carta en su blog. El incidente atrajo la atención de la Associated Press y Rolling Stone, dando lugar a una campaña de cartas y un boicot a EMI y Capitol Records, a favor de Clayton Counts.
Counts permitió la descarga completa del álbum desde el sitio isoHunt, después de recibir la carta de EMI.

## Lista de canciones
1. Wouldn’t Sgt. Petsound Be Nice?
2. You Still Believe in My Friends
3. That’s Not Lucy
4. Don’t Talk (Get Better)
5. I’m Fixing It, Dayhole
6. She’s Going Away for Awhile
7. Being for the Benefit of Sloop John B!
8. God Only Knows What I’d Be Within You
9. I Know There’re Sixty-Four Answers
10. Today, Rita
11. I Just Wasn’t Made for Good Mornings
12. Sgt. Petsound’s Lonely Hearts Club Band (Reprieve)
13. A Day in the Life of Caroline
14. Runout Groove